# Nowakowskia hormothecae
Nowakowskia hormothecae är en svampart som beskrevs av Borzí 1885. Nowakowskia hormothecae ingår i släktet Nowakowskia och familjen Chytridiaceae.   Inga underarter finns listade i Catalogue of Life.